# CV-60

Indicador.

La CV-60 és una carretera autonòmica del País Valencià que comunica L'Olleria amb Gandia i Oliva.

## Nomenclatura
La carretera CV-60 pertany a la Xarxa de carreteres de la Generalitat Valenciana, comunica L'Olleria amb Gandia i Oliva.

## Història
Anteriorment la CV-60 tenia la denominació de C-320 i comunicava Almansa amb Gandia, el recorregut d'aquesta era més o menys el mateix que el de l'actual CV-60, en canvi la CV-60 incorpora nous trams i el recorregut va des de L'Olleria a Gandia. Es tractava d'una carretera comarcal que unia les comarques de l'interior La Costera, La Vall d'Albaida amb la comarca litoral de La Safor.

## Traçat actual
La CV-60 inicia el seu recorregut a l'enllaç amb la CV-40 a L'Olleria, voreja aquesta població i es dirigeix cap a l'est on a continuació enllaça amb la N-340 que uneix València i Alacant per l'interior, passa entre Alfarrasí i Montaverner. Continua el seu recorregut cap a l'est arribant fins a les poblacions de Castelló de Rugat, Rugat, Montixelvo i Terrateig vorejant-les arriba fins a l'enllaç amb la carretera CV-610 que es dirigeix cap a Xàtiva. La següent població en passar és Llocnou de Sant Jeroni continua fins a Ròtova on es desdobla i es converteix en autovia vorejant la població de Palma de Gandia i torna a convertir-se en carretera convencional fins a Gandia ací enllaça amb la carretera N-332 que uneix València amb Alacant per la costa.
El 2021 la Conselleria de Política Territorial que dirigia aleshores el socialista Arcadi España va presentar un projecte per ampliar a 4 carrils elevats sobre un talús de fins a 12 metres d'alçada en un tram de 7,12 quilòmetres entre Palma de Gandia i Gandia. Aquesta proposta que afectaria fins a 8 municipis (Palma, Beniflà, Potries, la Font d'en Carròs, Rafelcofer, Beniarjó, Bellreguard i Almoines) podria suposar la pèrdua de 600.000m² de l'històrica horta de Gandia segons els col·lectius ecologistes que s'oposen amb alguns ajuntaments afectats així com partits polítics com Compromís i Podem.